# Pole (Russie)
Pole ou Polié (en russe: По́ле) est un hameau (деревня) en Russie situé dans le raïon d'Onega de l'oblast d'Arkhangelsk. Il fait partie de la municipalité de Tchekouïevo.

## Géographie
Le village se situe sur la rive gauche de la rivière Kodina (affluent de l'Onega). Au sud du village se trouvent le lac de Khetchozero et celui de Iangozero. La route Onega-Vondouga-Bolchoï Bor-Pole-Chtchoukozerié-Obozerski traverse le village.

## Histoire

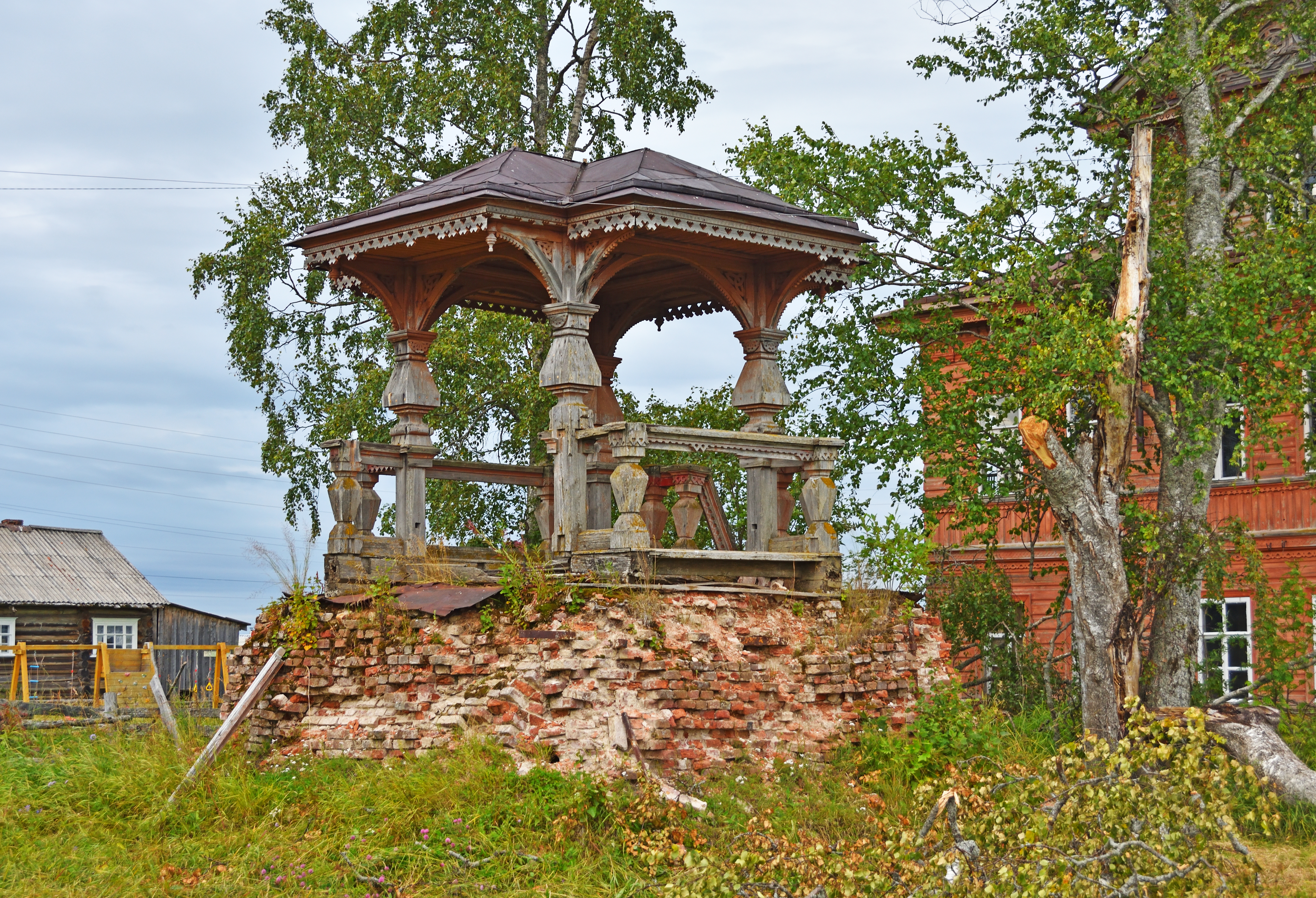
Petit pavillon de bois du village.

En 1929, après la suppression de la volost de Tchekouïevo de l'ouïezd d'Onega, le soviet rural de Pole entre dans le raïon de Tchekouïevo du kraï du Nord. En 1931, le raïon de Tchekouïevo est supprimé et le village entre dans celui d'Onega.

## Population
En 2010, le village comptait 82 habitants,.
| 2002 | 2010 | 2012 |
| ---- | ---- | ---- |
| 85   | 82   | 74   |

## Église

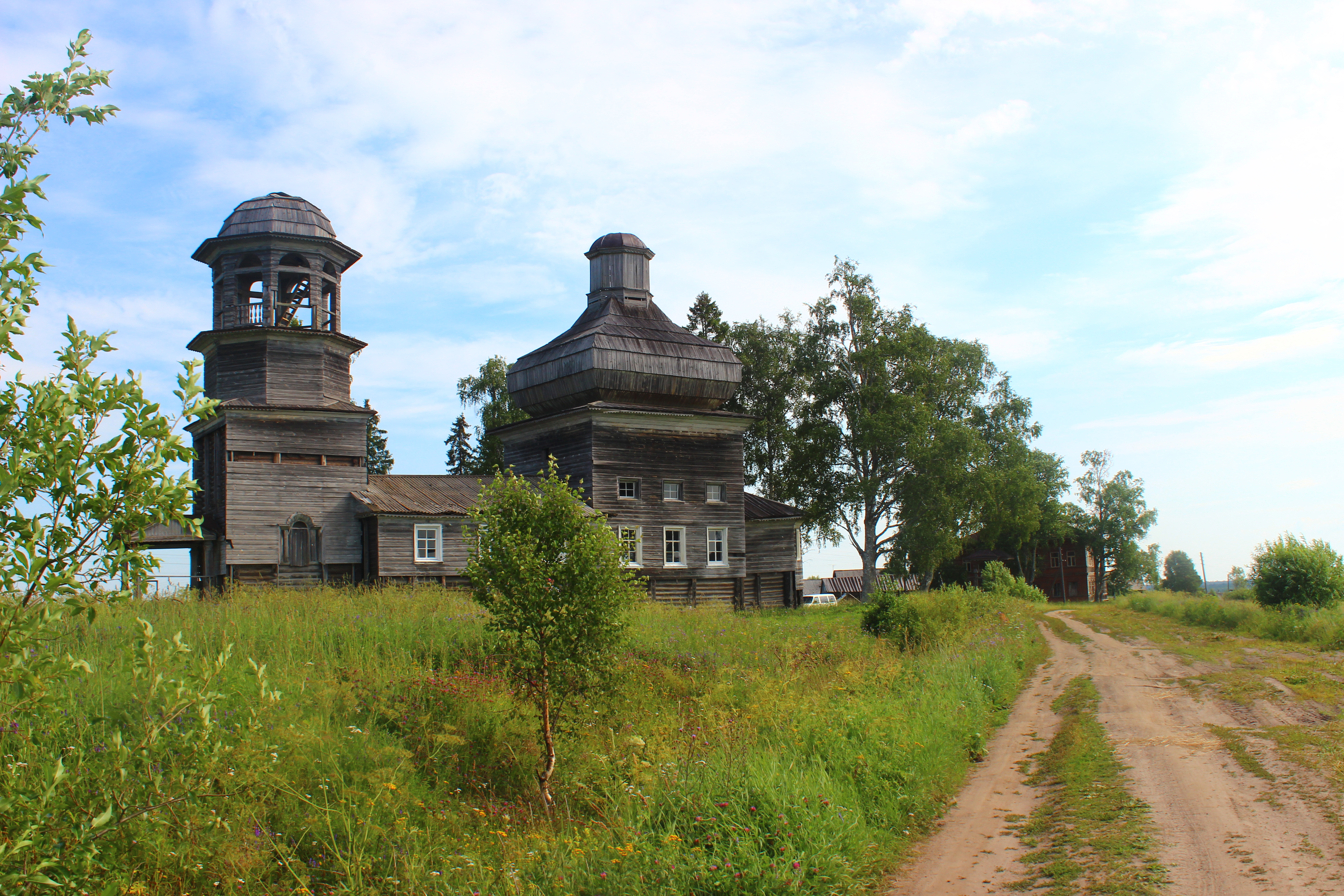
Église de l'Épiphanie de Pole.

L'église de bois du village est remarquable et fait partie des monuments protégés de l'oblast d'Arkhangelsk. Dédiée à l'Épiphanie, elle est de forme cubique avec un clocher, l'ensemble est construit en 1851-1853. Elle est fermée dans les années 1930 par les autorités communistes et les dômes à bulbe ainsi que les cloches sont détruits. L'église sert alors de grange. Les travaux de restauration commencent à la fin des années 2000,,.